# Stanisław Charzewski

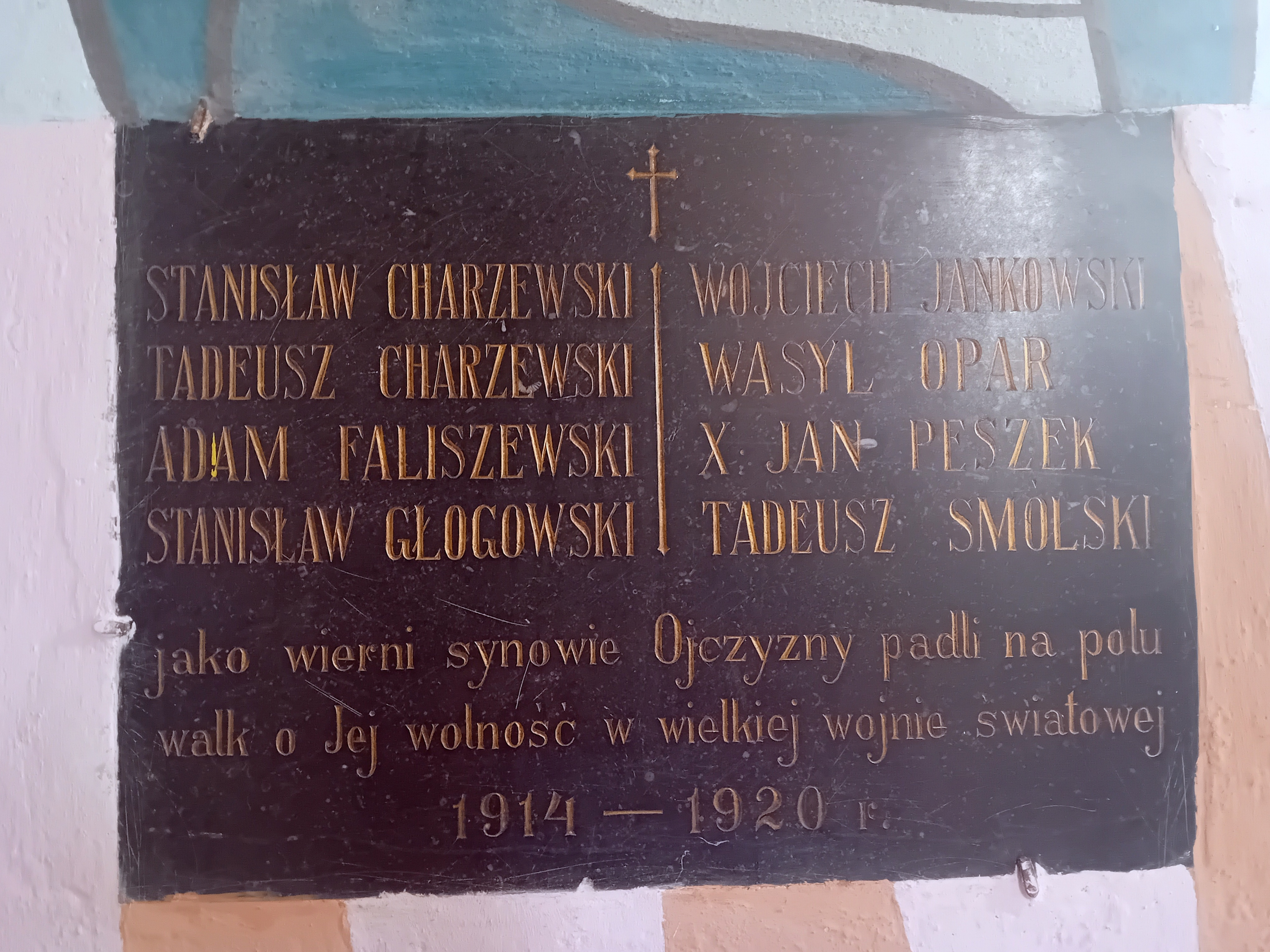
Tablica w Baligrodzie

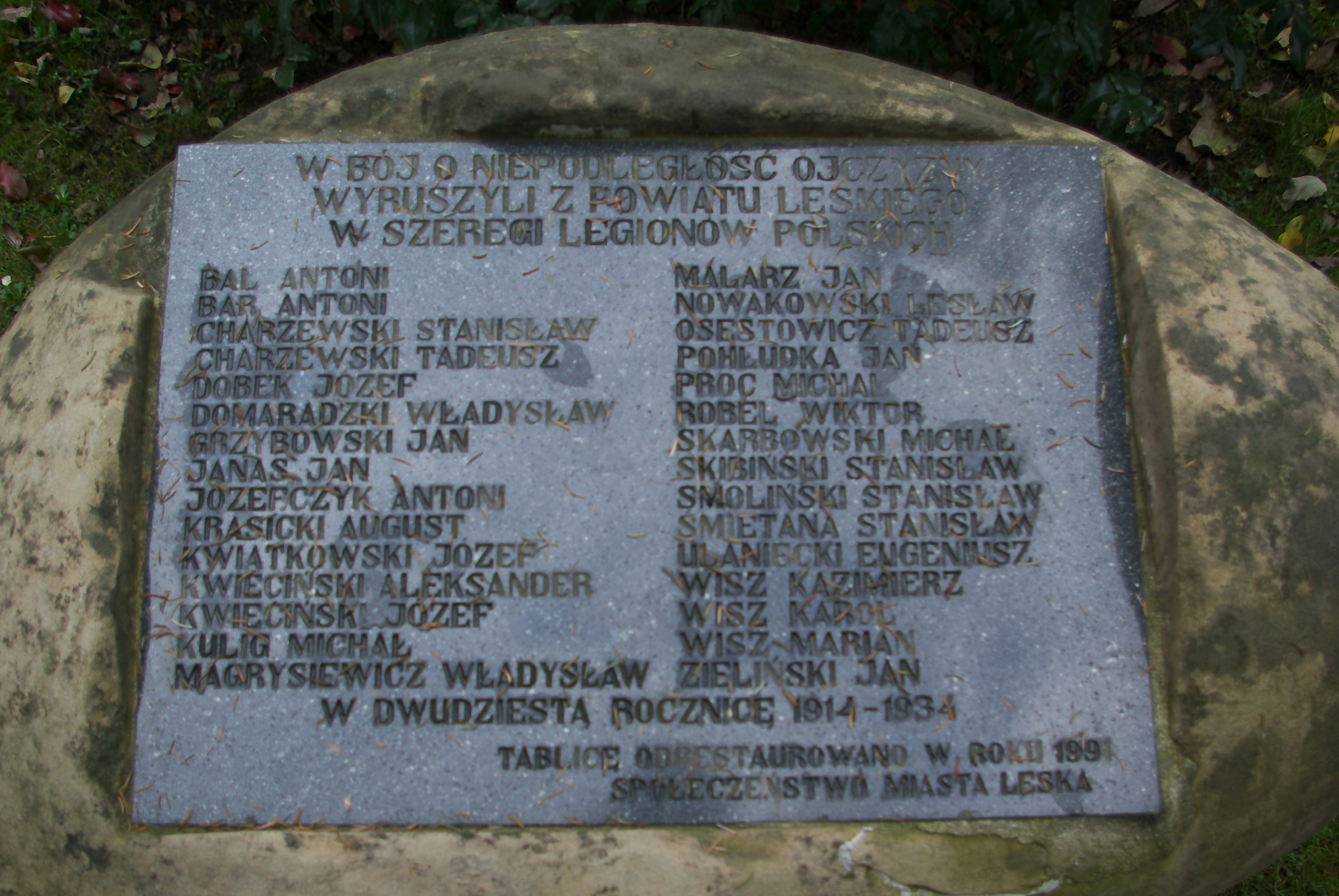
Tablica na pomniku w Lesku

Stanisław Charzewski (ur. 25 kwietnia 1882 w Brzozowie, zm. 5 lipca 1916 pod Kostiuchnówką) – podporucznik piechoty Legionów Polskich, działacz niepodległościowy, kawaler Orderu Virtuti Militari, prawnik.

## Życiorys
Urodził się 25 kwietnia 1882 w Brzozowie, ówczesnym mieście powiatowym Królestwa Galicji i Lodomerii, w rodzinie Konstantego, kasjera tamtejszego Towarzystwa Zaliczkowego (zm. przed 1903) i Ludwiki ze Sławińskich. Był młodszym bratem Tadeusza (1878–1915) i kuzynem Aleksandra (1878–1916), również legionistów.
W 1904 zdał egzamin dojrzałości w C. K. Gimnazjum Męskim w Sanoku  (w jego klasie byli m.in. Zdzisław Adamczyk, Witold Fusek, Bolesław Mozołowski, Bronisław Praszałowicz, Kazimierz Świtalski, Zygmunt Tomaszewski). Po śmierci ojca w trakcie nauki gimnazjalnej pozostawał pod opieką radcy sądu w Sanoku, Władysława Smólskiego. Ukończył studia na Wydziale Prawa Uniwersytetu Lwowskiego uzyskując tytuł doktora praw. Od początku studiów był członkiem Czytelni Akademickiej we Lwowie, a w ramach jej koła muzycznego prowadził kwartet smyczkowy. Był czynnym członkiem Akademickiego Klubu Turystycznego we Lwowie. Jeszcze podczas studiów od 22 lipca do 10 sierpnia 1908 prowadził wycieczkę pieszą z Sanoka przez Karpaty i Tatry na Babią Górę. Przed 1914 był zatrudniony w kancelarii adwokackiej. Był kawalerem.
Przed 1914 w Sanoku działał w organizacjach niepodległościowych. Był jednym z założycieli stowarzyszenia Towarzystwo Młodzieży Polskiej „Znicz” w Sanoku, powołanego 17 lipca 1904. W rodzinnym Brzozowie był członkiem LXIX Polskiej Drużyny Strzeleckiej i Związku Strzeleckiego. Organizował oddział ZS w Baligrodzie. Po wybuchu I wojny światowej z Brzozowa zostały wysłane do Legionów Polskich trzy grupy ochotników, wśród których dowódcami byli Stanisław i Aleksander Charzewscy. Stanisław Charzewski kierował grupą 13 ochotników z Baligrodu, wraz z którą dotarł do Krakowa. Służył w 1 pułku piechoty, później w 2 kompanii II batalionu 5 pułku piechoty w składzie I Brygady. Uczestniczył w kampanii kieleckiej i walkach na Podhalu. Od 8 stycznia do 6 maja 1915 r. z powodu choroby przebywał w Szpitalu Zamek Bulowice w Kętach. Został awansowany do stopnia podporucznika piechoty od 13 czerwca 1915 lub 11 kwietnia 1916. W tym stopniu służąc w 6 kompanii 5 pułku piechoty poległ 5 lipca 1916 w bitwie pod Kostiuchnówką w trakcie kontrataku mjr. Tadeusza „Wyrwy” Furgalskiego.
Przed 1914 urzędnikiem podatkowym w Baligrodzie był Czesław Charzewski (ur. 1874), zaś urzędnikiem wydziału powiatowego w Brzozowie był Kazimierz Charzewski. Innym oficerem Legionów Polskich był pochodzący z podbrzozowskiej Raczkowej, Emil Holuka-Charzewski.

## Ordery i odznaczenia
- Krzyż Srebrny Orderu Wojskowego Virtuti Militari nr 6462 – pośmiertnie, 17 maja 1922[21][22][23]
- Krzyż Niepodległości – pośmiertnie, 13 kwietnia 1931 „za pracę w dziele odzyskania niepodległości”[24]

## Upamiętnienie
W kościele Niepokalanego Poczęcia Najświętszej Maryi Panny w Baligrodzie ufundowano tablicę pamiątkową ku chwale poległym w walkach o Ojczyznę w latach 1914-1920, a wśród wymienionych zostali Stanisław i Tadeusz Charzewscy.
W 1934 w Lesku został ustanowiony pomnik (określany jako „Głaz Legionowy” bądź „Kamień Legionistów”) upamiętniający wyruszających w bój o niepodległość ojczyzny z powiatu leskiego w szeregi Legionów Polskich. Na tablicy zostali wymienieni Stanisław i Tadeusz Charzewscy (a także m.in. August Krasicki, Wiktor Robel, Marian Wisz).